# Пашаєв Максим Вагіфович
Макси́м Вагі́фович Паша́єв (нар. 4 січня 1988, Хрустальний, Луганська область — пом. 12 грудня 2008, Градизьк, Полтавська область) — український футболіст. Колишній півзахисник «Кривбасу», «Дніпра» і молодіжної збірної України. Брат-близнюк українського футболіста Павла Пашаєва.

## Біографія
Вихованець клубу «Атлант» (Кременчук). Перший тренер — Сергій Мурадян. Максим перейшов з «Атланта» до школи «Дніпра» у 14-річному віці разом з талановитими однолітками: рідним братом Павлом Пашаєвом та Дмитром Льопою.

## Кар'єра
До 2007 року виступав за дублюючий склад «Дніпра». Сезон 2007/08 провів у оренді в «Кривбасі» (Кривий Ріг) — 29 ігор, 1 гол. Сезон 2008/09 почав у складі «Дніпра» — 17 ігор.
7 жовтня 2006 року разом з братом-близнюком дебютував за молодіжну збірну України у домашній грі проти Білорусі у Києві (3:0). Поступово став одним із найкращих гравців молодіжної команди та був обраний її капітаном.
Федерація футболу України ухвалила рішення закріпити футболку з ігровим номером «5» за Максимом Пашаєвим у відбірковому циклі до молодіжного чемпіонату Європи 2011.

## Смерть

Місце поховання футболіста

Вранці, 11 грудня 2008 року, півзахисник «Дніпра» і молодіжної збірної України, повертаючись з Києва до Кременчука, потрапив у аварію. Недалеко від смт. Градизьк Полтавської області автомобіль потрапив на обмерзлу ділянку траси і вилетів у кювет. У важкому стані, без свідомості, Максим був доставлений в реанімаційне відділення Градизької лікарні. Помер наступного дня, 12 грудня, у результаті отриманих травм.
Прощання з футболістом відбулося 13 грудня у Палаці спорту стадіону «КрАЗ» (Кременчук).